# 061号線 (チェコ)
チェコ国鉄040号線、別名ニンブルク～イチーン線（チェコ語: Železniční trať Nymburk–Jičín）は、チェコ国鉄の鉄道線の名称である。
1881年、チェコ商業鉄道の路線としてヴェレリビ～イチーン間が開業した。ニンブルク～ヴェレリビ間は1883年にオーストリア国有鉄道の路線として開業した。

## 運行形態

### 快速「スピェシニー(Sp)」
下記2系統が運行している。
- チェスキー・ラーイ号：　プラハ - ニンブルク町 - イチーン - トゥルノフ　【春・夏の休日運行】
春・夏は土曜・休日に一日1往復の運行。ニンブルク町以南は060号線に、イチーン以北は041号線に直通する。途中、クルジネツ、ロジヂャロヴィツェ、コピドルノのみに停車する。
過去の運行形態
2017年以前は、夏季の年5日に一日1往復運行される以外は、プラハ行片道1本のみの運行であった。
2018-21年は、春・夏に一日1往復、秋・冬にプラハ行片道1本の運行であった。
2021年末に、秋・冬の運行を取りやめた。

- イチーン → ニンブルク本駅
平日に片道1本のみの運行。
過去の運行形態
2017年以前は、平日に一日1往復、土曜・休日にイチーン方面のみ一日片道1本運行していた。イチーン方面がコピドルノ - イチーン間ノンストップであった他、ニンブルク方面に限り、060号線のポルジーチャニまで直通していた。上下ともバルトウショフ駅を通過していた他、イチーン方面行はヴェレリビに停車し、ニンブルク方面行はバルトウショフ停留所とレデチキを通過していた。
2018年度に上下とも060号線内のみの運行となった。
2018年末に、イチーン方面行がプシェヴェス、イチーニェヴェス、ネミチェヴェス停車となった。
2020年末に、上下ともレデチキ、バルトウショフ停留所となった。
2021年末に、イチーン方面の運行を取りやめた。また、バルトウショフ駅停車となった。

### 普通
- ニンブルク - クルジネツ - イチーン/ムニェステツ・クラーロヴェー
1時間に1本程度の運行であるが、半数はロジヂャロヴィツェ以南の運行で、ロジヂャロヴィツェ～イチーン間は2時間に1本の運行となる。なお、全便がヴェレリビから062号線に乗入れ、ニンブルク本駅を発着する。
過去の運行形態
2021年以前は、062号線と直通するニンブルク～クルジネツ～ムニェステツ・クラーロヴェーの系統が、3時間に1本程度運行していた。クルジネツ - ロジヂャロヴィツェ間は現在より本数が少なかった。また、スタレー・ミーストは全列車停車であった。
2022年度に、ムニェステツ直通列車が休日のみの運行となり、平日は代わりにニンブルク - ロジヂャロヴィツェの列車が運行する様になった。
2023年度に、ムニェステツ直通列車が廃止され、休日もニンブルク - ロジヂャロヴィツェの列車が運行する様になった。また、スタレー・ミースト通過の列車が設定された。

過去の運行系統
- ロジヂャロヴィツェ → ヴェレリビ → ニンブルク町 → ポルジーチャニ　【平日運行】
平日の片道1本のみ運行していた。060号線に直通していた。2019,20年度に限り、ニンブルク本駅を経由せず、ヴェレリビから直接ニンブルク町に乗り入れていた。
2020年末に、ニンブルク本駅発着に短縮された。

## 駅一覧
以下では、チェコ国鉄061号線の駅と営業キロ、停車列車、接続路線などを一覧表で示す。大半が乗り入れるニンブルク本駅～ヴェレリビ間については062号線を参照。
- 種別
  - Sp：快速
  - Os：普通
- 停車駅
  - ■印：全列車停車
  - ●印：一部通過
  - ○印：一部停車
  - ｜印：全列車通過

| 路線名 | 駅名                               | 駅間営業キロ | 累計営業キロ | Sp | Os | 接続路線                                          | 所在地                     | 所在地       |
| ------ | ---------------------------------- | ------------ | ------------ | -- | -- | ------------------------------------------------- | -------------------------- | ------------ |
| 061    | ニンブルク町駅                     | -            | 3.6          | ■  |    | 060号線（ニンブルク本駅方面、ポルジーチャニ方面） | 中央ボヘミア州             | ニンブルク郡 |
| 061    | ヴェレリビ駅                       | 3.6          | 0.0          | ｜ | ●  | 062号線（ニンブルク本駅方面、ルンブルク方面）     | 中央ボヘミア州             | ニンブルク郡 |
| 061    | イーケフ駅                         | 3.7          | 3.7          | ｜ | ●  |                                                   | 中央ボヘミア州             | ニンブルク郡 |
| 061    | オスコルジーネク駅                 | 2.7          | 6.4          | ●  | ■  |                                                   | 中央ボヘミア州             | ニンブルク郡 |
| 061    | クルジネツ駅                       | 5.1          | 11.5         | ■  | ■  |                                                   | 中央ボヘミア州             | ニンブルク郡 |
| 061    | レデチキ駅                         | 4.5          | 16.0         | ●  | ●  |                                                   | 中央ボヘミア州             | ニンブルク郡 |
| 061    | ロジヂャロヴィツェ駅               | 1.8          | 17.8         | ■  | ■  |                                                   | 中央ボヘミア州             | ニンブルク郡 |
| 061    | ムリーネツ駅                       | 4.0          | 21.8         | ｜ | ●  |                                                   | フラデツ・クラーロヴェー州 | イチーン郡   |
| 061    | コピドルノ駅                       | 3.7          | 25.5         | ■  | ■  | 063号線（ドルニー・ボウソフ方面）                 | フラデツ・クラーロヴェー州 | イチーン郡   |
| 061    | プシェヴェス駅                     | 2.9          | 28.4         | ●  | ■  |                                                   | フラデツ・クラーロヴェー州 | イチーン郡   |
| 061    | バルトウショフ停留所               | 1.7          | 30.1         | ●  | ■  |                                                   | フラデツ・クラーロヴェー州 | イチーン郡   |
| 061    | バルトウショフ駅                   | 1.3          | 31.4         | ●  | ■  |                                                   | フラデツ・クラーロヴェー州 | イチーン郡   |
| 061    | イチーニェヴェス駅                 | 1.8          | 33.2         | ●  | ■  |                                                   | フラデツ・クラーロヴェー州 | イチーン郡   |
| 061    | ネミチェヴェス駅                   | 3.2          | 36.4         | ●  | ■  |                                                   | フラデツ・クラーロヴェー州 | イチーン郡   |
| 061    | スタレー・ミースト・ウ・イチーナ駅 | 2.6          | 39.0         | ｜ | ●  |                                                   | フラデツ・クラーロヴェー州 | イチーン郡   |
| 061    | イチーン駅                         | 3.0          | 42.0         | ■  | ■  | 041号線                                           | フラデツ・クラーロヴェー州 | イチーン郡   |